# Jay Hammond

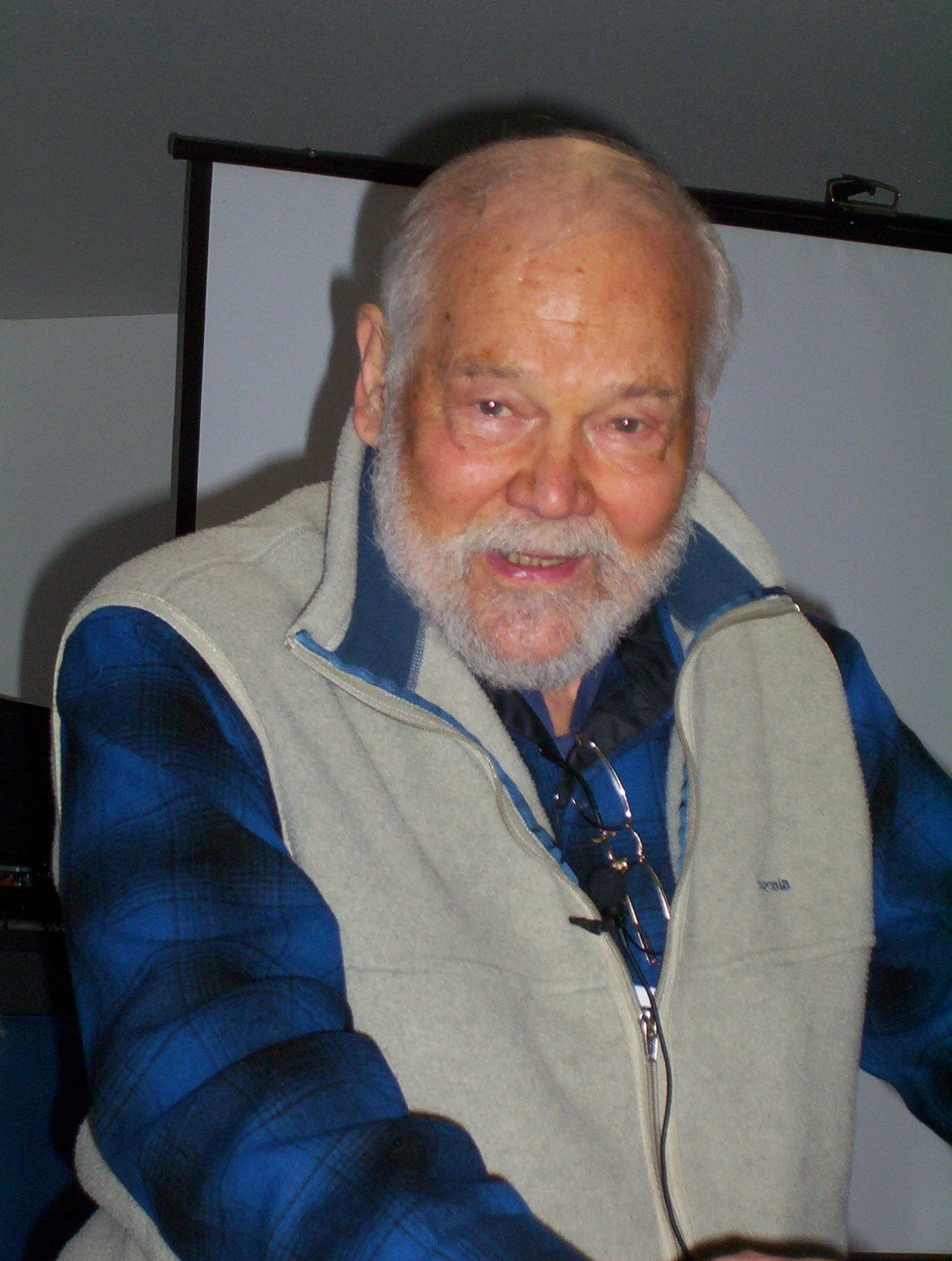
Jay S. Hammond

Jay Sterner Hammond (* 21. Juli 1922 in Troy, New York; † 1. August 2005 in Port Alsworth, Alaska) war ein US-amerikanischer Politiker der Republikanischen Partei und von 1974 bis 1982 Gouverneur des Bundesstaates Alaska.

## Werdegang
Jay Hammond wurde 1922 in Troy geboren. Er diente 1942 in der US Navy und war als Marinekampfflieger während des Zweiten Weltkrieges tätig. Dann zog er 1946 nach Alaska und graduierte dort 1948 an der University of Alaska. Zwischen 1946 und 1956 war er ein Buschpilot, Fallensteller, Führer, sowie ein Hauptvertreter für den U.S. Fish and Wildlife Service.
Er entschloss sich 1959 eine politische Laufbahn einzuschlagen, indem in das Repräsentantenhaus von Alaska gewählt wurde, wo er bis 1965 verblieb. Anschließend war er von 1965 bis 1967 als Manager des Bristol Bay Borough tätig. Hammond wurde 1967 in den Senat von Alaska gewählt, dem er bis 1972 als Mehrheitsführer (Majority Leader), Vorsitzender der Rules and Resources Committees, sowie als Präsident des Senats angehörte. Von 1972 bis 1974 war er Bürgermeister von Bristol Bay Borough.

## Gouverneur von Alaska
Hammond wurde 1974 zum Gouverneur von Alaska gewählt und 1978 wiedergewählt, so dass er das Amt vom 2. Dezember 1974 bis zum 6. Dezember 1982 ausüben konnte. Er war in den Alaska Humanities Forum, International North Pacific Fisheries Convention Advisory Committee, Alaska Land Use Council, Alaska Airmen's Association, Inc., Veterans of Foreign Wars und National Rifle Association tätig. 

## Weiterer Lebenslauf
Er produzierte zwischen 1985 und 1992 eine T.V. Serie mit dem Namen „Jay Hammond's Alaska“. Ferner war er mit Bella Gardiner verheiratet, mit der er drei gemeinsame Töchter hatte.

## Ehrungen
Er wurde 1994 als Alaskan of the Year ausgezeichnet und ihm die Medal of Merit von der University of Alaska verliehen.